# Dendrocalamus
Dendrocalamus is een geslacht uit de grassenfamilie (Poaceae). De soorten komen voor in (sub)tropisch Azië en in Nieuw-Guinea, van Pakistan en India in het westen tot in China, Indonesië en de Filipijnen in het oosten.

## Soorten
- Dendrocalamus asper (Schult.f.) Backer
- Dendrocalamus atroviridis D.Z.Li & H.Q.Yang
- Dendrocalamus bambusoides Hsueh & D.Z.Li
- Dendrocalamus barbatus Hsueh & D.Z.Li
- Dendrocalamus bengkalisensis Widjaja
- Dendrocalamus birmanicus A.Camus
- Dendrocalamus brandisii (Munro) Kurz
- Dendrocalamus buar Widjaja
- Dendrocalamus calostachyus (Kurz) Kurz
- Dendrocalamus cauhaiensis N.H.Xia & V.T.Nguyen
- Dendrocalamus cinctus R.B.Majumdar ex Soderstr. & R.P.Ellis
- Dendrocalamus collettianus Gamble
- Dendrocalamus concaviapiculus N.H.Xia & V.T.Nguyen
- Dendrocalamus detinens (R.Parker) H.B.Naithani & Bennet
- Dendrocalamus dienbienensis H.N.Nguyen & V.T.Nguyen
- Dendrocalamus dumosus (Ridl.) Holttum
- Dendrocalamus elegans (Ridl.) Holttum
- Dendrocalamus exauritus (W.T.Lin) N.H.Xia & Y.B.Guo
- Dendrocalamus farinosus (Keng & Keng f.) L.C.Chia & H.L.Fung
- Dendrocalamus fugongensis Hsueh & D.Z.Li
- Dendrocalamus giganteus Munro - Reuzenbamboe
- Dendrocalamus hait Widjaja
- Dendrocalamus hamiltonii Nees & Arn. ex Munro
- Dendrocalamus hirtellus Ridl.
- Dendrocalamus hookeri Munro
- Dendrocalamus jianshuiensis Hsueh & D.Z.Li
- Dendrocalamus jinghongensis P.Y.Wang, Y.X.Zhang & D.Z.Li
- Dendrocalamus khoonmengii Sungkaew, Teerawat. & Hodk.
- Dendrocalamus latiflorus Munro
- Dendrocalamus liboensis Hsueh & D.Z.Li
- Dendrocalamus longiauritus S.H.Chen, K.F.Huang & R.S.Chen
- Dendrocalamus longiligulatus N.H.Xia & V.T.Nguyen
- Dendrocalamus longispathus (Kurz) Kurz
- Dendrocalamus longivaginatus N.H.Xia, V.T.Nguyen & V.L.Le
- Dendrocalamus luteus Damayanto & Widjaja
- Dendrocalamus macroculmis (Rivière) J.Houz.
- Dendrocalamus manipureanus H.B.Naithani & N.S.Bisht
- Dendrocalamus membranaceus Munro
- Dendrocalamus menglongensis Hsueh & K.L.Wang ex N.H.Xia, R.S.Lin & Y.B.Guo
- Dendrocalamus merrillianus (Elmer) Elmer
- Dendrocalamus messeri Blatt.
- Dendrocalamus minor (McClure) L.C.Chia & H.L.Fung
- Dendrocalamus multiflosculus H.N.Nguyen, N.H.Xia & V.T.Nguyen
- Dendrocalamus nianhei V.T.Nguyen & V.L.Le
- Dendrocalamus nudus Pilg.
- Dendrocalamus pachycladus Hsueh, D.Z.Li & C.M.Hui
- Dendrocalamus pachystachyus Hsueh & D.Z.Li
- Dendrocalamus parishii Munro
- Dendrocalamus parvigemma N.H.Xia, V.T.Nguyen & V.L.Le
- Dendrocalamus peculiaris Hsueh & D.Z.Li
- Dendrocalamus pendulus Ridl.
- Dendrocalamus phuthoensis H.N.Nguyen, V.T.Nguyen & V.L.Le
- Dendrocalamus poilanei A.Camus
- Dendrocalamus pulverulentus L.C.Chia & But
- Dendrocalamus sahnii H.B.Naithani Bahadur
- Dendrocalamus sericeus Munro
- Dendrocalamus sikkimensis Gamble ex Oliv.
- Dendrocalamus sinicus L.C.Chia & J.L.Sun
- Dendrocalamus sinuatus (Gamble) Holttum
- Dendrocalamus somdevae H.B.Naithani
- Dendrocalamus strictus (Roxb.) Nees
- Dendrocalamus suberosus (W.T.Lin & Z.M.Wu) N.H.Xia
- Dendrocalamus taybacensis N.H.Xia, V.T.Nguyen & V.L.Le
- Dendrocalamus tibeticus Hsueh & T.P.Yi
- Dendrocalamus tomentosus Hsueh & D.Z.Li
- Dendrocalamus triramus (W.T.Lin & Z.M.Wu) N.H.Xia
- Dendrocalamus tsiangii (McClure) L.C.Chia & H.L.Fung
- Dendrocalamus velutinus N.H.Xia, V.T.Nguyen & V.D.Vu
- Dendrocalamus wabo E.G.Camus
- Dendrocalamus xishuangbannaensis D.Z.Li & H.Q.Yang
- Dendrocalamus yingjiangensis D.Z.Li & H.Q.Yang
- Dendrocalamus yunnanicus Hsueh & D.Z.Li